# Battaglia di Capo Bon
La battaglia di capo Bon fu un rapido scontro navale della seconda guerra mondiale avvenuto al largo di capo Bon, Tunisia la notte fra il 12 e 13 dicembre del 1941 tra una formazione di due incrociatori leggeri italiani, scortati dalla torpediniera Cigno e impegnati in un'urgente missione di rifornimento, e una flottiglia di cacciatorpediniere britannici. La perdita dei due incrociatori fu un duro colpo per la Regia Marina.

## Premesse
Prima di mettere in movimento la grande operazione M.41, con il quale si intendeva inviare a Tripoli e Bengasi tre convogli di rifornimento, scortati da quasi tutta la Flotta italiana, su richiesta di Superaereo appoggiata dal Comando Supremo, era richiesto alla Regia Marina di portare urgentemente un carico di benzina avio a Tripoli, per permettere agli aerei italiani operanti in quella zona (Settore Ovest della 5ª Squadra Aerea), di poter assicurare la protezione dei convogli, poiché le loro scorte di carburante erano scese ad appena 25 tonnellate. In quel periodo numeroso naviglio nazionale mercantile infatti, si era perduto sulle rotte per l'Africa per mano della Forza K composta da naviglio veloce inglese, di stanza a Malta.

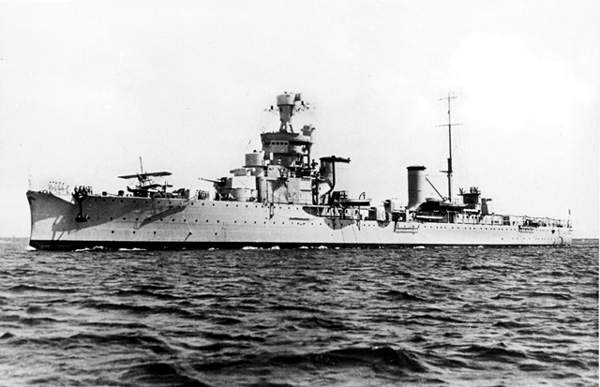
Il da Barbiano in una foto ufficiale

Verso la fine di novembre Supermarina decise di impiegare allo scopo gli incrociatori leggeri Alberto di Giussano (capitano di vascello Giovanni Marabotto) e Alberico da Barbiano (capitano di vascello Giorgio Rodocanacchi), dislocati a Taranto costituenti la IVª Divisione, al comando dell'ammiraglio di divisione Antonino Toscano, che alzò dapprima la sua insegna sull'Alberto di Giussano, spostandola successivamente sull'Alberico da Barbiano, nave che aveva precedentemente comandato come capitano di vascello. Gli Stati Maggiori dei due incrociatori ebbero la notizia dell'improvvisa partenza mentre le navi erano ormeggiate presso la base navale del mar Piccolo a Taranto dove le due navi erano situate temporaneamente da agosto. Le due unità, già destinate a portare rifornimenti urgenti a Tripoli, imbarcato un carico di nafta e munizioni a Brindisi, si trasferirono a Palermo per imbarcare 22 tonnellate di benzina avio, che fu stivata in ogni parte della nave, soprattutto a poppa dietro ai cannoni da 152 mm degli incrociatori, per poi salpare per Tripoli. Ciò avvenne la sera del 9 dicembre. Dirigendo inizialmente le due navi verso occidente per aggirare da nord le isole Egadi, dove nella notte furono avvistate da un ricognitore britannico Wellington VIII, con sigla AM9 W, fornito di radar di scoperta navale ASV II, decollato da Malta.
Secondo la missione, un terzo incrociatore, il Giovanni delle Bande Nere, partito dalla base di La Spezia doveva unirsi al Da Barbiano e al Di Giussano nel porto di Palermo per prendersi la sua parte di carico e proseguire con loro verso Tripoli.

## Primo tentativo
Il Alberto di Giussano al comando del capitano di vascello Marabotto e il da Barbiano al comando del capitano di vascello Rodocanacchi, con l'ammiraglio Toscano a bordo, mollarono gli ormeggi da Taranto, la mattina del 5 dicembre. Il Di Giussano venne a trovarsi a causa della sua velocità nel disormeggiarsi in testa e quindi, poco prima di imboccare il canale navigabile scadde sulla dritta del Da Barbiano, unità Ammiraglia per lasciarlo passare in testa. Le due navi, zigzagando per vanificare attacchi da parte di sommergibili nemici, si diressero a Brindisi dove arrivarono alle 17:00 circa dello stesso giorno alla banchina commerciale per imbarcare il materiale da inviare a Tripoli. Subito fu chiara la pericolosità dell'impresa, quando giunsero a bordo, in ben maggior numero sul Da Barbiano numerosi fusti non stagni contenenti benzina avio da destinare agli aerei dell'Asse dislocati sul fronte nordafricano. Oltre ai fusti e ai viveri doveva essere imbarcato anche un centinaio di operai militarizzati che rientravano da una licenza.
Questi fusti ingombravano, insieme con sacchi di farina, legumi, proiettili di cannone e ogni genere di rifornimento i corridoi delle due navi, arrivando persino a essere stipati sul ponte di coperta, rendendo impossibile il brandeggio delle torri dei pezzi principali da 152 mm e quindi ogni possibilità di difesa, in quanto i fusti vennero accatastati persino sotto le torri stesse. Le navi inoltre risultarono notevolmente appesantite dall'insolito carico, ed era difficile addirittura per il personale transitare da un locale all'altro. Squadre antincendio aggiuntive, dotate di tute di amianto furono imbarcate per l'occasione, ma le navi sembrarono ai più come dei barili di esplosivo galleggiante. Il Da Barbiano e il Di Giussano, mossero per Palermo appena completate le operazioni di carico e ivi giunsero e si ormeggiarono presso il molo Piave la mattina del 7 dicembre.

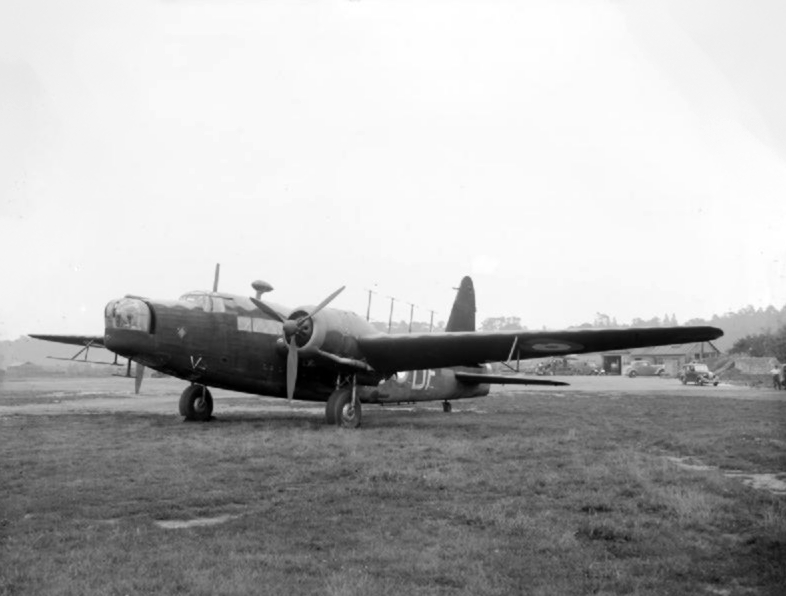
Un Wellington Mk VIII con le antenne del radar ASV II sul dorso, denominate "stickleback"

Gli inglesi, grazie alle intercettazioni di Ultra, vennero a conoscenza dei piani italiani, e allertarono la 4th Destroyer flotilla (Quarta flottiglia cacciatorpediniere) britannica appartenente alla Forza H di Gibilterra - quattro cacciatorpediniere (HMS Sikh, HMS Maori, HMS Legion e il cacciatorpediniere olandese Hr. Ms. Isaac Sweers) al comando del capitano di vascello G. H. Stokes che partiti la sera del 9 dicembre dalla base inglese di Gibilterra, per celare alla ricognizione aerea italiana l'intenzione di intercettare e distruggere la forza navale italiana che si apprestava a uscire in mare da Palermo, simularono una caccia antisommergibili, al largo delle coste algerine. Inizialmente i due incrociatori italiani diressero verso occidente per aggirare da nord le isole Egadi, dove nella notte furono avvistati da un ricognitore britannico Wellington VIII, con sigla AM9 W, fornito di radar di scoperta navale ASV II, decollato da Malta.

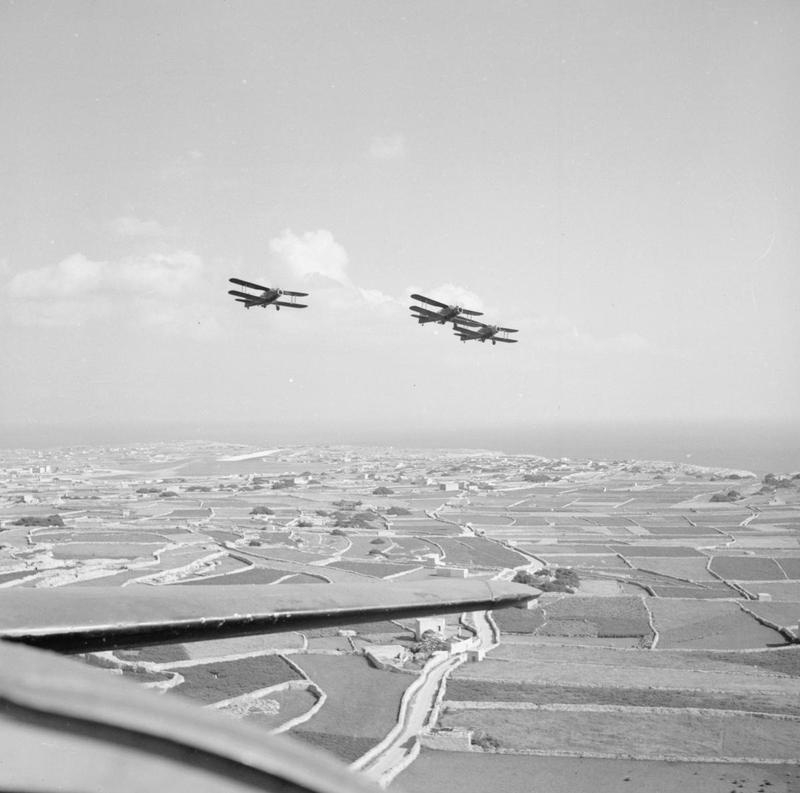
Un volo di Fairey Albacore su Malta durante la guerra

La loro attività fu scoperta da un aereo italiano che informò subito Supermarina, che risolse il tutto con molta leggerezza, forse dettata dalla fretta, affermando, asserendo anzi che le navi italiane sarebbero transitate nella probabile rotta d'intercettazione con le navi inglesi qualche ora prima che queste ultime arrivassero al probabile contatto, stimato presso il promontorio tunisino di capo Bon. Spiegazione peraltro vana, dato che gli inglesi osservavano un fuso orario differente da quello italiano di un'ora. Per complicare le cose, Supermarina vincolò persino l'ammiraglio Toscano prescrivendogli una velocità di navigazione di circa 23 nodi, quando gli incrociatori erano capaci in condizioni ordinarie di sviluppare una ragguardevole velocità di circa 32 nodi, anche se nel caso specifico qualche nodo di meno, considerato l'appesantimento dovuto al carico trasportato e il logorìo dell'apparato motore nei dieci anni di servizio (originariamente 37 nodi massimi).
Considerato ormai fallita la sorpresa, che era la premessa indispensabile per la riuscita della sua missione, l’ammiraglio Toscano, voleva evitare di spingersi ancora più a sud perché temeva di essere attaccato con luce lunare dagli aerei di Malta ormai allertati; invertì quindi la rotta dirigendo verso l’isola di Marettimo indeciso sul da farsi, per poi rientrare a Palermo su ordine di Supermarina, che successivamente mostrò di non condividere l’iniziativa rinunciataria presa dal Comandante della 4ª Divisione Navale. Quello che Supermarina non conosceva era che, dopo l’avvistamento dei due incrociatori italiani da parte del Wellington AM9 W del 221° Squadron, il comandante della Marina Britannica a Malta, vice ammiraglio Wilbraham Ford, aveva inviato in volo sette aerosiluranti Fairey Swordfish dell’830° Squadron e cinque aerosiluranti Fairey Albacore dell’828° Squadron dell’Aviazione Navale (Fleet Air Arm – FAA), partiti dalla Fleet Air Arm Station basata sull'aeroporto di Ħal Far, noto come HMS Falcon quando in servizio per la Royal Navy. Nel frattempo, sempre allo scopo di intercettare i due incrociatori dell’ammiraglio Toscano, alle 18.30 del 9 dicembre erano partite da Malta cinque unità della Forze B e K, gli incrociatori Neptune, Aurora, Penelope e i cacciatorpediniere Jaguar e Kandahar.

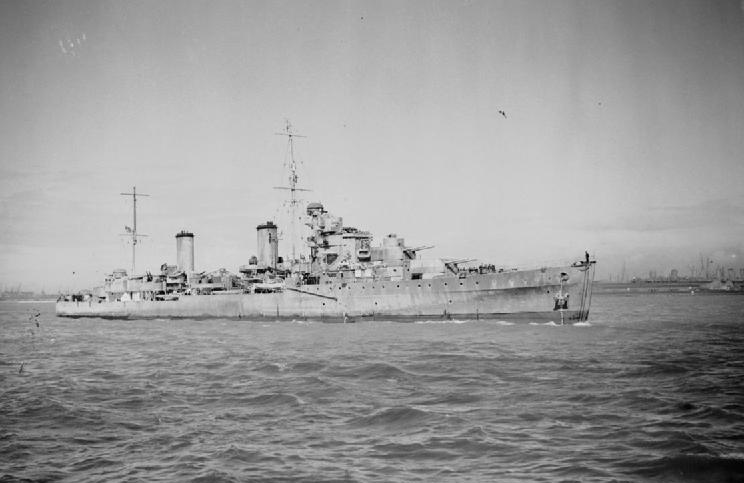
La HMS Aurora nel 1942 al largo di Liverpool.

Comunque, volente o nolente, l'integerrimo e corretto ammiraglio italiano, ligio al suo dovere (era conosciuto appunto in Marina per queste sue indiscusse qualità morali) mosse con le sue navi la sera del 9 dicembre, ma presto si rese conto dai suoi ricognitori delle navi di Stokes e decise di invertire la rotta e rientrare a Palermo anche perché si temeva un attacco aerosilurante presso l'isola di Marettimo. Ordine quindi comprensibile, considerato che le sue navi non potevano neanche difendersi se non con le armi leggere, in quanto oltre alla difficoltà di brandeggio delle torri inferiori, persino le vampe degli spari dei calibri principali avrebbero potuto causare l'incendio di numerosi fusti accatastati in coperta, specie sul Da Barbiano.
Nelle prime ore del 10 dicembre gli aerei britannici si spinsero oltre Trapani, e nonostante possedessero il radar di scoperta navale ASV II non riuscirono a rintracciare gli incrociatori italiani, che avrebbero dovuto attaccare. I comandanti del Da Barbiano (capitano di vascello Giorgio Rodocanacchi) e del Di Giussano (capitano di vascello Giovanni Marabotto), avendo invece percepito, alle 03.30, la presenza dei velivoli nemici, ritennero, erroneamente, di aver sventato un attacco aerosilurante, con l’ausilio della manovra e nascondendosi con cortine di nebbia artificiale, per poi rientrare a Palermo alle 08.20 di quello stesso giorno. Il rientro alla base degli incrociatori italiani della 4ª Divisione Navale costrinse le unita navali britanniche salpate da Malta ad effettuare un viaggio di intercettazione a vuoto, e rientrarono alla Valletta il mattino dell’indomani, 10 dicembre. Il Da Barbiano e il Di Giussano, se avessero continuato nella rotta sud, nella notte sul 10, o al limite l’indomani dello stesso giorno, sarebbero andati incontro al nemico, nelle condizioni più sfavorevoli ad affrontare un combattimento, a causa del loro pericolosissimo carico di combustibili e munizioni e per l’inferiorità numerica e potenziale. La ritirata dell’ammiraglio Toscano, che pure aveva fatto storcere la bocca negli ambienti navali italiani e generato anche discussioni antipatiche nei riguardi dell’ufficiale, servi invece ad evitare i pericolosissimi attacchi degli aerosiluranti e delle navi di superficie britanniche, e fortunatamente, almeno per il momento, ad evitare un'altra tragedia navale simile a quella di Matapan e del convoglio “Duisburg”. Dopo quell’esperienza negativa, Supermarina decise di apportare una variante al piano operativo aggregando alla 4ª Divisione Navale l’incrociatore Giovanni dalle Bande Nere, fatto venire da La Spezia, e le torpediniere Cigno e Climene della XI Squadriglia Torpediniere basate a Tripoli, per assumere la scorta dei tre incrociatori. L’impiego dell’incrociatore Bande Nere si era reso necessario per l’urgenza di dover trasportare in Libia una maggiore quantità di rifornimenti, in particolare munizioni e un maggiore quantità di benzina avio; quest’ultima era particolarmente necessaria per far volare gli aerei destinati a proteggere i convogli dell’operazione M.41, il cui impiego era previsto con inizio all’alba il 13 dicembre. Affinché il sostegno a quelle preziose navi potesse essere il più efficiente possibile, nella giornata del 10 il Capo di Stato Maggiore della Regia Aeronautica, generale di Squadra Aerea Rino Corso Fougier, che aveva sollecitato il trasporto della benzina diretta a Tripoli nella maggiore quantità possibile, per assicurare agli incrociatori la maggiore scorta aerea, inviò al Comando della 5ª Squadra Aerea (generale Vittorio Marchesi) l’ordine di concentrare sull’aeroporto di Misurata, a disposizione del Settore Aeronautico Ovest, il 3º e il 23º Gruppo Caccia, il primo equipaggiato con velivoli biplani Fiat C.R.42, il secondo con monoplani Macchi M.C.200.

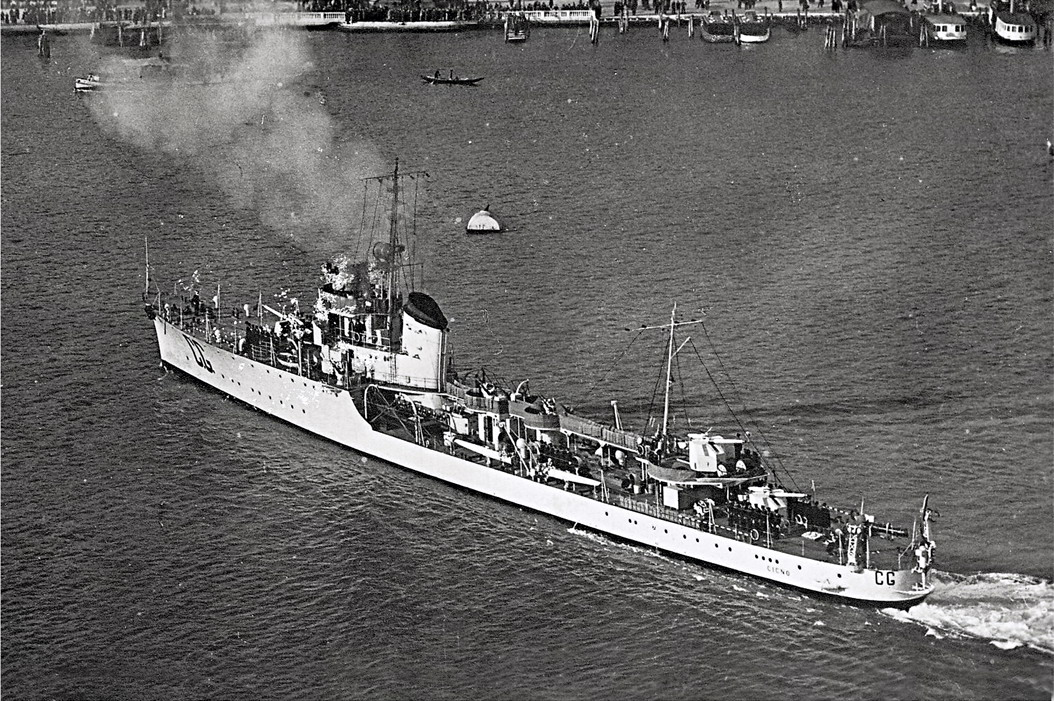
La torpediniera Cigno a Venezia, riconoscibile dal distintivo ottico CG sulla fiancata.

Gli equipaggi delle due navi furono mandati a diporto in franchigia con le motobarche, con l'obbligo di essere sempre reperibili e di rientrare ogni ora in banchina per l'apposizione della firma. La decisione di mandare il personale in franchigia fu dettata probabilmente per sviare le reali intenzioni di una ripartenza improvvisa allo spionaggio nemico in città. Fu anche simulato uno sbarco del carico con bettoline sottobordo, nella vana speranza che chi vedesse da lontano potesse informare indirettamente quei caccia fermi al largo ad aspettare la preda a desistere, ma fu tutto vano.

## La battaglia
I due incrociatori dovevano per il secondo tentativo essere affiancati anche dal gemello Giovanni delle Bande Nere, giunto da Spezia qualche giorno prima, pronto a prendersi la sua parte di carico. Ma questo incrociatore, per noie al suo apparato motore (una infiltrazione di acqua marina nel condensatore di prua), dovette rinunciare alla missione di rifornimento, e il carico destinato a esso rimase a ingombrare i locali dei due incrociatori leggeri. Un analogo inconveniente si verificò sulla torpediniera Climene, che assieme alla torpediniera Cigno la sera dell’11 dicembre era partita da Trapani, per essere aggregata in qualità di unità di scorta alla 4ª Divisione Navale. All’arrivo a Palermo la Climene lamentò una forte perdita al surriscaldatore della caldaia n. 1. Supermarina ordinò di accelerare i lavori di riparazione che però non furono completati in tempo. Conseguentemente la Climene non si trovò in condizioni di partecipare alla missione, per cui la scorta agli incrociatori Da Barbiano e Di Giussano si ridusse alla sola Cigno, e ciò ebbe la conseguenza negativa di non permettere alla 4ª Divisione di poter disporre di una più consistente protezione di vigilanza.
Nello stesso tempo, la mancanza del Bande Nere costrinse gli altri due incrociatori ad imbarcare una maggiore quantità di benzina. Inoltre, poiché la benzina non era contenuta nelle consuete lattine, facili da stivare in navi da guerra, ma in fusti che, oltre a possedere limitata tenuta stagna, non potevano essere portati al coperto, nei locali interni, fu necessario sistemarli sul ponte di coperta, all’estrema poppa del Da Barbiano e Di Giussano, che complessivamente, su ciascun incrociatore, vennero a disporre di un carico di 250 fusti di benzina, per 100 tonnellate, completato da nafta, gasolio viveri e munizioni.
In dettaglio il Da Barbiano e il Di Giussano venivano così a trasportare complessivamente oltre al carburante per aeroplani e altri rifornimenti (100 t di benzina, 250 t di gasolio, 600 t di nafta, 900 t di vettovaglie), anche 135 militari e operai militarizzati che rientravano in Africa dalla licenza fruita in patria.
Mentre lavori per la sistemazione del pericolosissimo carico erano in atto, alle ore 10.30 del 12 dicembre si svolse a bordo del Da Barbiano una riunione di carattere tecnico a cui parteciparono, con l’ammiraglio Toscano, i comandanti del De Barbiano e del Di Giussano, e quello della torpediniera Cigno (capitano di corvetta Nicola Riccardi), nonché i direttori di macchina e gli ufficiali addetti alle trasmissioni sulle tre navi.
Secondo quanto riferì nella sua relazione il tenente di vascello Giovanni Demini, ufficiale di rotta e alle comunicazioni sul Di Giussano, l’ammiraglio Toscano fece un’esposizione sulle modalità per la navigazione. Si accese poi una “discussione sulla possibilità di sparare in ritirata con le torri poppiere”, in quanto a poppa degli incrociatori era stato concentrato il carico di benzina in fusti, che avrebbero potuto esplodere in conseguenza del cono di vampa dei cannoni da 152 mm, in particolare di quelli più vicini alla torre 4, l’ultima della nave. E si escluse anche “di poter ricercare uno scontro nelle condizioni di carico delle navi”.
Il destino del Bande Nere fu comunque rimandato di 4 mesi, in quanto l'incrociatore venne affondato il 1º aprile 1942, a 11 miglia per 144° sud-est dell'isola di Stromboli per opera del sommergibile ingleseUrge: un siluro spezzò in due lo scafo del Giovanni delle Bande Nere, che affondò rapidamente.
Si era arrivati al 12 e la partenza non poteva più rimandarsi. Anche quel giorno il personale libero dal servizio che poté scendere era a terra in franchigia (molti erano al cinema a guardare i cinegiornali e i film) ma alle 16:00 circa fu richiamato frettolosamente a rientrare a bordo delle due navi, che mollarono gli ormeggi esattamente alle 17:24 del 12 dicembre 1941. L'ancora di prora del Di Giussano s'incattivò sul fondo non volendo sapere di venire su e per risparmiare tempo, l'abile comandante Marabotto decise di farla scollegare dalla catena lasciandoci una boa, certo di recuperarla al termine della missione (l'ancora fu poi recuperata e posta nel chiostro dell'ex Convento dei Crociferi, già sede del Comando Marina di Palermo e successivamente sede del Gruppo A.N.M.I., in via Maqueda in prossimità dell'incrocio con corso Vittorio Emanuele detto dei "Quattro Canti") e le due navi superarono le ostruzioni del porto, presero il largo e scomparvero alla vista della costa italiana come ombre furtive all'orizzonte che andava rapidamente scurendosi.
La torpediniera Cigno, al comando del capitano di corvetta Riccardi, uscita da Trapani poco dopo, incontrò i due incrociatori al largo di Marettimo e si mise in testa alla formazione, costituendo così la misera e simbolica scorta di queste due grandi navi da guerra trasformate in improvvisate cisterne. La navigazione procedette con personale di guardia su 4 e 4 con la guardia pari e dispari, ma alle 02:45 a bordo delle tre unità si batté «posto di combattimento» in quanto dal cielo scuro si avvertì l'inconfondibile ronzìo di un ricognitore inglese che tallonando indisturbato la formazione, forniva costantemente i dati relativi alla rotta e alla velocità del "convoglio" alle 4 unità inglesi di Stokes acquattate fra Zembra e Zembretta. I 4 cacciatorpediniere, infatti, certi di incontrare la IVª Divisione in base alle decrittazioni Ultra, forzarono la velocità al massimo in direzione capo Bon.
L'ammiraglio Toscano intuendo quanto stava accadendo intorno a lui, ma ritenendo oramai impossibile invertire nuovamente la rotta, dette contemporaneamente l'ordine di aumentare la velocità a 30 nodi giungendo così intorno alle 03:00 del 13 dicembre in vista del faro dell'alto e nero promontorio di capo Bon. Alle 03:15, la formazione aveva appena doppiato il promontorio con l'avanguardia della torpediniera Cigno, il Da Barbiano e il Di Giussano dietro, tutti in linea di fila; a circa un paio di miglia dalla costa ci si accorse delle nere e sottili sagome dei cacciatorpediniere nemici, che navigavano sottocosta apposta allo scopo di confondersi con le alture del promontorio e condurre quindi l'attacco di sorpresa.
L'ammiraglio Toscano decise quindi di far effettuare una virata di 180° con rotta di circa 360°. Questa sua decisione non è mai stata chiarita, neanche successivamente, dai superstiti. Forse contava di allontanarsi ma fu un vano tentativo, più improbabile la decisione di tornare indietro, oramai era troppo tardi. Forse non voleva offrire la poppa dove erano accatastate le maggiori quantità di fusti di benzina alle navi attaccanti, oppure, sentendosi le spalle al muro invertiva la rotta per impegnare le navi in uno scontro con le sole armi leggere e metterle in difficoltà. Ciò non sarà mai chiarito. La manovra fu così veloce e repentina che la torpediniera Cigno venne a trovarsi improvvisamente in retroguardia, mentre l'incrociatore Di Giussano virò in ritardo e non riuscì ad allinearsi prontamente in linea di fila al gemello che lo precedeva.
E solo quest'ultimo incrociatore riuscì in qualche modo a sparare qualche salva coi suoi calibri principali, anche se il tiro risultò subito disturbato dall'improvvisa accostata e il personale ai telemetri incontrò quindi difficoltà a ricalcolare tutti gli elementi per il tiro dei pezzi. Alle 03:20 il Da Barbiano aveva anch'esso incominciato a far fuoco con le sue mitragliere, quando fu centrato da diverse cannonate in coperta e in plancia prendendo subito fuoco e saltando dopo qualche minuto praticamente in aria, per il continuo scoppio in coperta di fusti di benzina. Fu letteralmente e quasi subito un gigantesco rogo, con altissime fiammate che illuminarono la zona e che si videro distinte dalla plancia del Di Giussano e l'unità, centrata anche da un siluro si capovolse dopo alcuni minuti e alle 03:35 affondò lasciando sul punto un autentico mare di fiamme. L'ammiraglio e lo Stato Maggiore dell'unità scomparvero in mare e come loro, moltissimo del personale imbarcato, a causa delle esplosioni che bloccarono il personale sottocoperta e della repentinità dell'affondamento.
Il Di Giussano, che si venne a trovare come detto leggermente sguardato rispetto al Da Barbiano ebbe subito incendi a bordo, perché venne colpito da due siluri lanciatigli dal Legion alle 03:24 che scoppiando a sinistra, all'altezza della sala macchine di prora tranciò con lo scoppio delle grosse tubazioni di comunicazione del vapore alla motrice di prora, ustionando gran parte del personale di macchina e fermando così la motrice che muoveva l'elica dell'asse di sinistra. Inoltre la nave venne centrata anch'essa dalle cannonate che la colpirono presso il castello di prora vicino l'infermeria di bordo e nella s.d.t. di poppa, ferendo gran parte del personale.
Altri colpi caddero molto vicino ai depositi munizioni dei cannoni da 100/47, per cui, per scongiurarne l'esplosione, fu ordinato immediatamente di allagare i locali limitrofi e la nave rallentò ulteriormente per la grande quantità d'acqua imbarcata sino a fermarsi definitivamente. Oramai anche il Di Giussano, in preda alle fiamme e illuminato nella notte dai bagliori degli incendi era perduto irrimediabilmente. Altri diversi incendi, alimentati anche dal carico trasportato scoppiavano in continuazione in ogni parte, e la mobilità e la capacità di combattimento dell'unità erano notevolmente ridotte; il comandante Marabotto valutate le condizioni disperate e constatata l'impossibilità di difendersi ulteriormente, dette quindi l'ordine di «abbandono nave» e gran parte del personale si tuffò in mare da poppa e prese posto negli zatterini di salvataggio tipo "carley" stipati a bordo. Ma non era ancora finita.
Sfuggiti dalla morte a bordo, la situazione dei naufraghi in acqua si aggravò per via dei numerosi incendi che avvampavano sulla superficie del mare, piena di nafta e dalla presenza di molti pescecani in zona che fecero strage di molti gruppi di marinai che galleggiavano sull'acqua infagottati nel loro giubbino di salvataggio. Inoltre poco dopo, aerei inglesi giunsero in zona, illuminando con razzi e mitragliando in direzione dei naufraghi uccidendone diversi. Alle 04:30 circa, dopo appena un'ora dal primo colpo giunto a bordo, l'Alberto di Giussano si spezzò in due tronconi e si inabissò a 2,5 miglia a est-sud-est di capo Bon, a circa mille metri dall'Alberico da Barbiano, sceso quasi subito dopo essere stato colpito.
Stokes, pago del successo si era già allontanato assai velocemente dalla zona in direzione dell'isola di Malta dove arrivò nella prima mattinata, lasciando l'unità in agonia e senza preoccuparsi di finirla. Molti naufraghi, che contavano nelle loro file molti ustionati furono quindi raccolti dalla torpediniera Cigno, che si era temporaneamente allontanata durante le prime operazioni di soccorso, per il sopraggiungere dei mitragliamenti aerei. Quasi tutti i naufraghi erano resi viscidi al contatto perché pieni di nafta che copiosa era uscita dai colli d'oca di sfiato dei depositi dei due incrociatori affondati e si era addensata sulla superficie del mare.
I più critici vennero subito inviati alle docce di bordo per togliere il fastidioso olio dal corpo che accecava e macerava insieme con il sale le ferite aperte e i più infreddoliti furono portati in locale caldaia. Altri naufraghi furono raccolti da locali tunisini, altri da un idrovolante nazionale ammarato in zona, mentre il resto fu recuperato da un M.A.S., ma il grosso dei superstiti venne raccolto dalla torpediniera Cigno, che prese rotta verso nord all'alba e che scaricò il dolente carico a Trapani, nel primo pomeriggio del 13. In tutto, i superstiti ammontarono a 687 persone, 250 del Da Barbiano e 437 del Di Giussano, tra cui il comandante di quest'ultimo, capitano di vascello Marabotto. I morti e dispersi in mare ammontarono a 817 persone, 534 del Da Barbiano e 283 del Di Giussano, tra cui l'ammiraglio Toscano e il comandante del Da Barbiano, capitano di vascello Rodocanacchi.